# Tinton Falls
Tinton Falls ist eine Kleinstadt (borough) innerhalb des Monmouth County im Bundesstaat New Jersey in den Vereinigten Staaten. Das U.S. Census Bureau ermittelte bei der Volkszählung 2020 eine Einwohnerzahl von 19.181.

## Geschichte
Im Jahr 1693 wurden Tinton Manor und die umliegenden Ländereien als Teil von Shrewsbury Township definiert. Zu dieser Zeit umfasste Shrewsbury das gesamte Land im östlichen Monmouth County, verlor aber im Laufe der Jahre durch die Gründung zahlreicher neuer Gemeinden, darunter auch die Gemeinde Shrewsbury im Jahr 1926, an Land. Im Juli 1950 verließen Tinton Falls und Wayside das Shrewsbury Township und benannten sich in Borough of New Shrewsbury um. Um postalische Verwirrungen und Verwechslungen mit dem umliegenden Township und der Gemeinde Shrewsbury zu vermeiden, stimmten die Einwohner von New Shrewsbury 1975 für die Umbenennung der Gemeinde in Borough of Tinton Falls.

## Demografie
Nach der Schätzung von 2019 leben in Tinton Falls 17.451 Menschen. Die Bevölkerung teilte sich im selben Jahr auf in 77,3 % Weiße, 8,7 % Afroamerikaner, 0,3 % amerikanische Ureinwohner, 8,3 % Asiaten und 2,5 % mit zwei oder mehr Ethnizitäten. Hispanics oder Latinos aller Ethnien machten 7,1 % der Bevölkerung aus. Das mittlere Haushaltseinkommen lag bei 87.157 US-Dollar und die Armutsquote bei 7,3 %.

## Wirtschaft
Die Tinton Falls Solar Farm ist ein 28,5-Megawatt-Photovoltaik-Kraftwerk mit einer Fläche von 170 Acres (69 ha), das 85.000 auf dem Boden montierte Solarmodule enthält und zum Zeitpunkt seiner Errichtung die größte Anlage des Bundesstaates New Jersey und eine der größten Solaranlagen im Nordosten der Vereinigten Staaten war.